# ソウル・コンタクト
『ソウル・コンタクト』（原題：Provodnik、ロシア語：Проводник）は、2018年に公開されたロシアのスリラー映画。
ロシアでは2018年11月29日に公開。日本では劇場未公開でビデオスルーとなっている。

## あらすじ
霊能力を持つ少女カティアは現世を彷徨う霊に付き纏われるなど、自らの持つ能力に日々悩まされていた。ある日、双子の姉ラリッサと再会するが、喧嘩別れした直後に彼女が奇妙な死に方をする幻覚を見る。カティアは幻覚に導かれるように老朽化した屋敷を訪れ、ラリッサを探し始めるもやがて気を失い、目を覚ますと通報で駆けつけた刑事カプコフ達に助けられていた。彼らは屋敷を調べても誰もいなかったことを明かすと、現実味のない話を続けるカティアを拘束する。カプコフ達がラリッサについて調べると、彼女の消息は2年前から完全に途絶えていた。
一方、拘束から逃れたカティアは屋敷へと舞い戻り、その一室で一言も発することなく浮いている女性の霊を発見するが、ラリッサは見つからなかった。付き纏う霊達に助けを求めると、ラリッサの姿は見ていないこと、喋らない霊は拷問の末に殺されていること、霊は未練がなければすぐに“あっちの世界”に行くことを知らされる。屋敷にいた少女の霊について調べたカティアは、彼女達が2年以内に行方不明となっていることを突き止めると、街で連続殺人事件が起きていてラリッサは新たな被害者になったのだとカプコフに訴える。
ラリッサは屋敷にいると確信するカティアだが、同行した刑事アントンの様子がおかしいことから、自分に見えていた屋敷の姿は幻覚で、実際には既に焼け落ちて残骸が残っているだけだと気付く。消防士の霊から屋敷の火事について聞き出したカティアは、火事から唯一生き残った子供を探すことが重要だと考えるが、カプコフは行方不明者達を撮影した写真家が怪しいと目星をつけていた。仲間と共に写真家の職場に踏み込むカプコフだが、アントンが何者かに刺されてしまい、搬送された病院からは死亡したとの連絡が入る。カティアはカプコフを尾行して現場に来ており、アントンの近くで立ち竦んでいたために連行される。
殺人の疑いが掛かったカティアはカプコフの拳銃を奪って拘置所から抜け出し、焼け落ちた屋敷でラリッサを探し始めるが、追ってきたカプコフ達の方が先にラリッサの遺体を発見する。悲しみに暮れるカティアがカプコフの車の中で彼を待っていると、そこにはカプコフと被害者の1人が写っている写真があった。車に戻ってきたカプコフ曰く、彼女に別れを持ち出され引き止めようとした以降の記憶がないという。カティアはカプコフの車から逃げ出し、橋の上から河に向かって身を投げようとするが、背後から忍び寄った何者かに拉致されてしまう。
目を覚ましたカティアは縛られており、目の前にいるアントンに助けを求めるが、彼は霊ではなく生きた人間だった。アントンは幼い頃に出会ったカティアを見つけ出すために、同じ特徴を持つ女性を襲い続けてきたという。皮膚の下で“何か”が蠢くアントンが拳銃で自分の頭を撃ち抜くと、“何か”はカティアの身体へと入り込んできた。カティアは抵抗し、アントンの拳銃を拾い上げて自らの胸を撃ち抜く。
亡くなった両親や姉に再会し、彼らのいる“あっちの世界”へ行こうとするカティアだが、彼らからは生き続けるようにと説得される。カプコフが駆けつけたことで一命を取りとめたカティアは、現世に彷徨う霊の未練を解消するために行動し始めるのだった。

## 登場人物・キャスト
※括弧内は日本語吹き替え
カティア
演 - アレクサンドラ・ボルティチ（佐倉綾音） / 幼少期：マルタ・ティモフィーバ
主人公。霊能力を持っていて霊の姿が見えるが、見ただけではそれが霊だと判別できない。飲酒することで一時的に能力を失うことができるが、酒には強くない。過去に家出をした際、自分を捜索しに出掛けた両親が交通事故で亡くなっている。
ラリッサ
演 - アレクサンドラ・ボルティチ（小見川千明）
カティアの双子の姉。母の遺品であるスカーフを身につけて現れた直後、カティアの前から姿を消してしまう。
カプコフ
演 - エフゲニー・ツィガーノフ（玉井勇輝）
刑事。おかしな言動を繰り返すカティアを怪しむが、最近見つかった死体の身元を彼女が突き止めたことで、彼女の言葉を信じ始める。
ヴァシリー
演 - アレクサンドル・ロバク（石川佳典）
カティアに付き纏う霊の1人。未練を解消するため執拗にカティアへ話し掛けており、鬱陶しく思われている。
アントン・モロゾフ
演 - ウラジーミル・ヤグルチ（近藤雄介）
カプコフの相棒。
Pavel Laktin
演 - ヴィチェスラフ・ラズベガエフ
ベラ
演 - エカテリーナ・ロコトヴァ
サン・サーヌィチ
演 - ヴァシリー・ボチカレフ（瀬能雅斗）
カティアの父
演 - セルゲイ・ゴロブチェンコ
カティアの母
演 - マリヤ・マリノフスカヤ
アリサ
演 - エカテリーナ・ヴリチェンコ（長谷川玲奈）
アッラ・ステフナヤ
演 - アナスタシア・ミハイロワ
ベラ・クリコワ
演 - アレクサンドラ・トゥリノワ（道井悠）
- そのほかの日本語吹替キャスト：山川朋美、吉村美紅帆、中村友紀、大野貴史

## 製作
本作は多くのシーンが特殊効果を使用せずに撮影されており、スタントも役者本人が行っている。双子の姉妹であるカティアとラリッサは共にアレクサンドラ・ボルティチが演じ、2人が同時に映るシーンでは代役が演じている方の顔を隠すため、カメラアングルを工夫するなどの撮影技法が用いられた。
撮影の一部はビツァ公園内にあるズナーメンス・サドキで行われた。カティアが訪れる屋敷自体は本作用に作成されたセットであり、窓が板張りになっているなど酷く老朽化している他、トラック5台分の紅葉が敷き詰められた。セットは最終的に焼け落ちた形になっている。
撮影時期は秋だが、例年よりも早く雪が降り始めたため、屋敷周囲のシーンは降り積もった雪の中で行われることになった。